# Daniel Haas
Daniel Haas (ur. 1 sierpnia 1983 roku w Erlenbach am Main) – niemiecki piłkarz grający na pozycji bramkarza w Erzgebirge Aue.